# Đồng(II) thiocyanat
Đồng(II) thiocyanat (hoặc cupric thiocyanat) là một polyme phối trí với công thức hóa học Cu(SCN)2. Nó là một chất rắn màu đen, phân hủy chậm trong không khí ẩm. Nó được báo cáo lần đầu tiên vào năm 1838 bởi Carl Ernst Claus và cấu trúc của nó được xác định lần đầu tiên vào năm 2018.

## Cấu trúc
Cấu trúc của Cu(SCN)2 được xác định thông qua nhiễu xạ tia X dạng bột và bao gồm các chuỗi Cu(NCS)2 liên kết với nhau bằng các liên kết Cu–S–Cu yếu thành các lớp hai chiều. Nó có thể được coi là một chất tương tự bị bóp méo của Jahn-Teller của kiểu cấu trúc thủy ngân(II) thiocyanat. Mỗi nguyên tử đồng được kết hợp theo hình bát diện bởi bốn lưu huỳnh và hai nitơ. Đầu lưu huỳnh của phối tử SCN- có tính bắc cầu kép.

## Tổng hợp
Đồng(II) thiocyanat có thể được điều chế từ phản ứng của dung dịch đậm đặc của đồng(II) và muối thiocyanat tan trong nước, tạo kết tủa dưới dạng bột màu đen. Làm khô nhanh có thể phân lập được Cu(SCN)2 nguyên chất. Phản ứng ở nồng độ thấp hơn và trong thời gian dài hơn tạo ra đồng(I) thiocyanat.

## Từ tính
Đồng(II) thiocyanat, giống như đồng(II) bromide và đồng(II) chloride, là một chất gần như phản từ và ở 12 K trở thành trạng thái cơ bản Néel thông thường.

## Hợp chất khác
Cu(SCN)2 còn tạo một số hợp chất với NH3, như Cu(SCN)2·2NH3 là tinh thể màu dương, D = 1,91 g/cm³ hay Cu(SCN)2·4NH3 là tinh thể màu dương đậm, D = 1,62 g/cm³.
Cu(SCN)2 còn tạo một số hợp chất với N2H4, như Cu(SCN)2·2N2H4 là tinh thể lục.
Cu(SCN)2 còn tạo một số hợp chất với CSN3H5, như Cu(SCN)2·2CSN3H5 là tinh thể lục đậm,  D = 1,92 g/cm³.